# Николайер, Артур
Артур Николайер (14 февраля 1862 или 4 февраля 1862, Козле, Опольское воеводство — 28 августа 1942, Берлин) — немецкий терапевт. В 1884 году открыл бактерию Clostridium tetani — грамположительную, подвижную, спорообразующую бактерию, строгий анаэроб, возбудитель столбняка (Tetanus). В 1894 ввёл гексаметилентетрамин под именем уротропин в арсенал химиотерапевтических средств для лечения бактериальных инфекций мочевыводящих путей.